# تور ريختر
تور ريختر (بالنرويجية البوكمول: Tor Richter)‏ هو مهندس نرويجي، ولد في 20 أبريل 1938 في ستيوردال في النرويج، وتوفي في 30 سبتمبر 2010.

## وصلات خارجية
- تور ريختر على موقع أوليمبيديا (الإنجليزية)